# 記号式投票

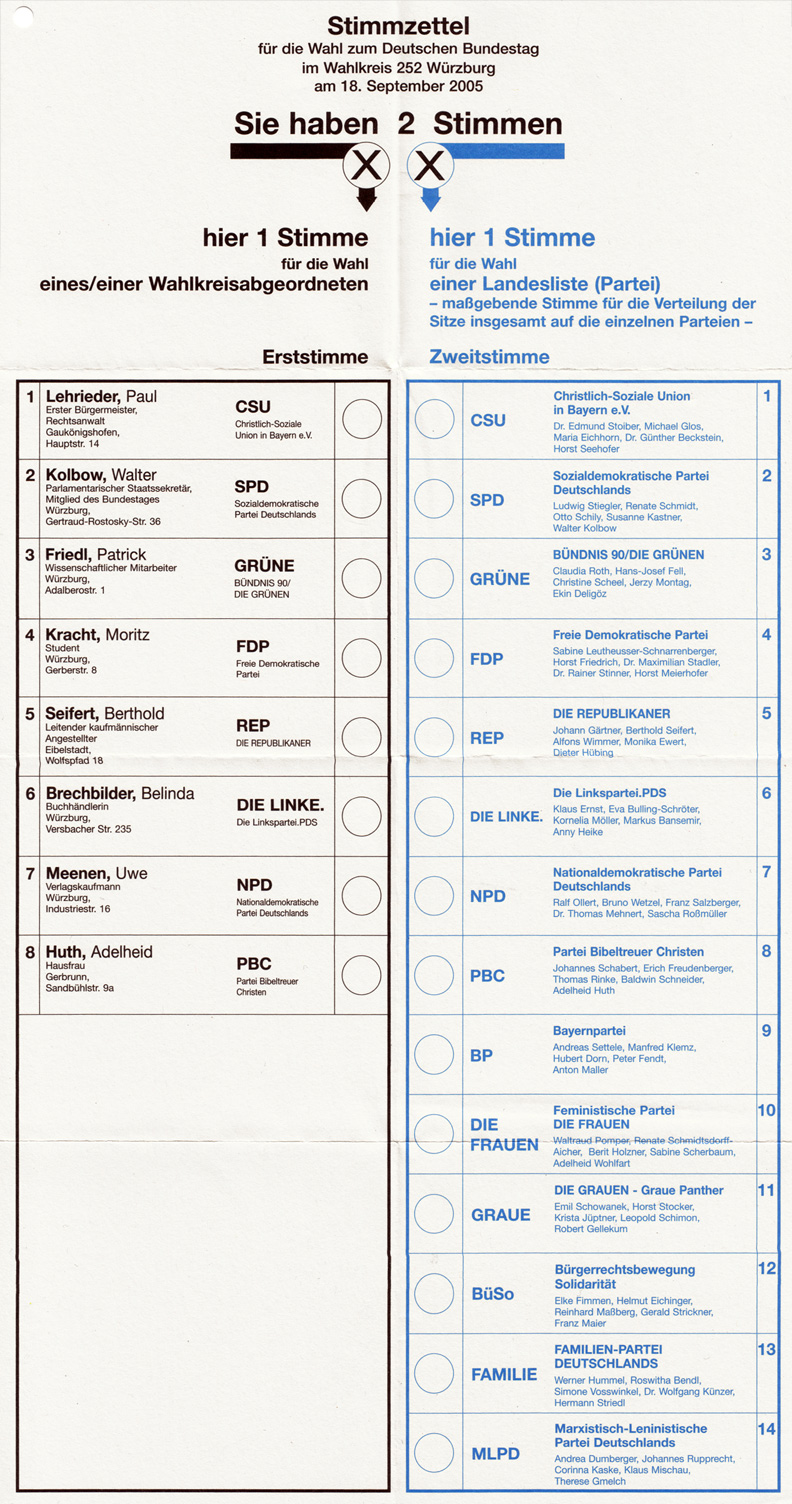
2005年のドイツ連邦議会総選挙でバイエルン州で用いられた投票用紙。意中の候補者と政党の欄に×印をつけることが求められている。

記号式投票（きごうしきとうひょう）とは、予め候補者名や政党名が書かれた投票用紙に、投票者が何らかの定められた記号（○やチェック）を記す投票方式である。マークシートやパンチカード、電子投票などもこれに当たる。

## 記号式の特徴
記号式投票の特徴として以下のものがあげられる。

### メリット
- 疑問票を少なく出来る。
- 開票作業に掛かる時間が少なくてすむ（特に電子投票などでは瞬時に開票が可能である）。
- 開票に掛かる費用が少なくてすむ（初期費用が高くなる可能性はある）[注釈 1]。
- 自書式に比べて非識字者の投票権が奪われにくい[注釈 2]。
- 同姓同名候補への対応が比較的容易[注釈 3]。
- 他事記載が困難である。特に機械式であればほぼ不可能である。
- マルチモーダル・インタフェースを介し、身体障害のため自書できない者でも秘密投票が可能となる場合もある[注釈 4]。

### デメリット

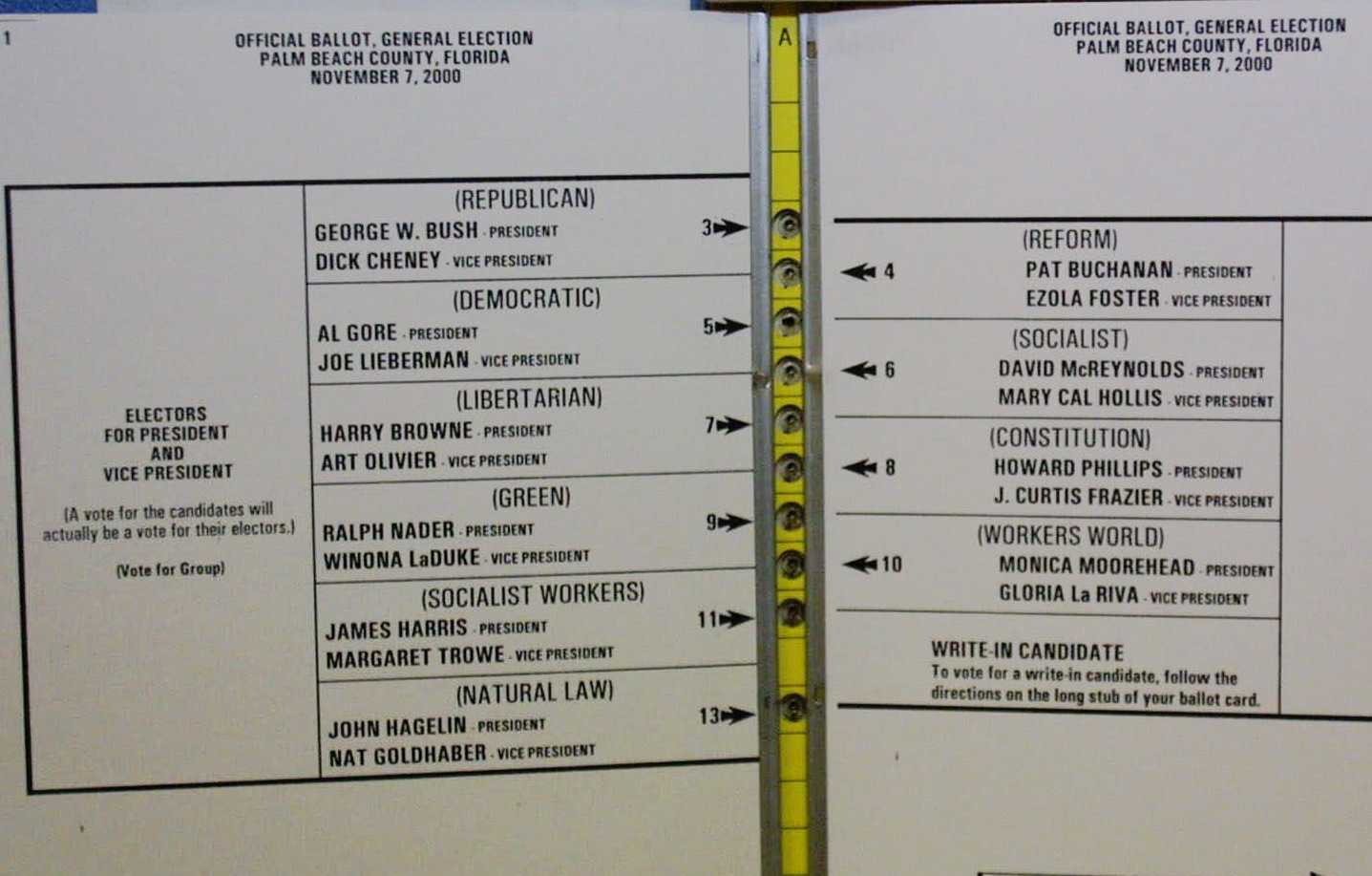
選択箇所のわかりにくい投票用紙。他にも不備があり、2000年米国大統領選開票での大混乱をもたらした。

- 機械の不具合や投票用紙のミスプリント[注釈 5]などにより選挙の信頼性が損なわれる可能性がある。
- 最初に名前が書かれているものが有利になる順序効果が発生する可能性がある。
- 投票先が大量に存在する場合、投票者が投票先をすぐに選ぶことが難しく手間がかかる。
- 立候補者が出揃ってから印刷するので時間がかかる。さらに投票日直前での候補の死亡や辞退にともなう追加立候補（補充立候補）への対応が困難。
- 偽りのマークシートが紛れ込んでも、後から検証できない。※電子投票だと、そもそも物証がない。
- インクがうつると紛らわしい[1]。

## 記号式投票の採用
国政選挙レベルでは、日本を除く殆どの先進国が記号式を採用している。このため、日本でも記号式を採用するべきであるとする意見がある。又日本でも、国政選挙レベルでの記号式は認められていないものの、地方自治体レベルでの公職選挙では記号式投票条例を制定すれば記号式の採用が認められている。
1994年の公職選挙法改正により一旦は国政選挙における記号式が採用されたが、一度も国政選挙が行われないまま、翌1995年に法改正で自書式に戻された。

## その他
選挙ではないが日本の最高裁判所裁判官の罷免を求める最高裁判所裁判官国民審査が記号式投票に該当する。